# Planetenbahn
Als Planetenbahnen werden jene Kurven bezeichnet, die die Planeten unter den Sternen bzw. im 3D-Raum durchlaufen. Ihre Bewegungen haben überwiegend zyklischen Charakter, vollziehen sich also in regelmäßigen Zeitabständen.

## Scheinbare Planetenbahn
Die scheinbare Bahn ist jene Spur, die der Planet vor dem Hintergrund der Fixsterne, also auf dem Sternhimmel, beschreibt. Sie verläuft in Form periodischer, bei Jupiter bis Neptun ungefähr jährlicher „Planetenschleifen“, die in der früheren geozentrischen Sicht des Sonnensystems durch übereinander gelagerte Kreise, die Epizykel, erklärt und dargestellt wurden. Weitere Unregelmäßigkeiten, die durch die Ellipsenbahnen der Planeten entstehen, wurden durch Exzenter und "Mittelpunktsgleichungen" korrigiert.
Solche rein geometrischen Berechnungen sind auch ohne Kenntnis der physikalischen Ursachen möglich. Das zunächst rätselhafte Phänomen der Planetenschleifen wurde im Altertum teilweise dem Einfluss von Gottheiten zugeschrieben und gab Anlass zur Verbreitung der Astrologie.

## Wahre Planetenbahn
Die wirklichen, räumlichen Bahnen der Planeten sind durch die Kräfte der Gravitation bedingt und verlaufen genähert in Keplerellipsen – also in elliptischen Kegelschnitten – um die Sonne (siehe auch: Keplergesetze).
Durch die gegenseitige Anziehung der Planeten und ihre Abweichungen von der Kugelform treten Bahnstörungen auf, welche die Bahnelemente im Promille-Bereich ändern können. Man kann sie durch Methoden der Himmelsmechanik berechnen, doch entziehen sie sich im Allgemeinen in aller Strenge einer geschlossenen mathematischen Darstellung (siehe auch Dreikörperproblem).
Die „wahren“ Planetenbahnen können daher nur wie folgt berechnet werden:
1. im Nachhinein (ex-post),
2. empirisch (v. a. durch numerische Integration) und
3. mit begrenzter Genauigkeit.

Allerdings wurde diese Genauigkeit seit der Zeit Johannes Keplers durch Entwicklungen der Mathematik und der Messmethoden von einigen Promille auf besser als 1:10 Millionen gesteigert, wovon ein Großteil auf die Impulse der Raumfahrt zurückgeht.
Die Verhältnisse der Umlaufzeiten ließen schon die antiken Naturphilosophen vermuten, dass die „langsamen“ Planetenbahnen weiter außen verlaufen als die „raschen“ Bahnen. Eine Vorstellung über die wahren Entfernungen entwickelte erstmals Aristarch im 3. Jahrhundert v. Chr.